# شعبة (علم النبات)

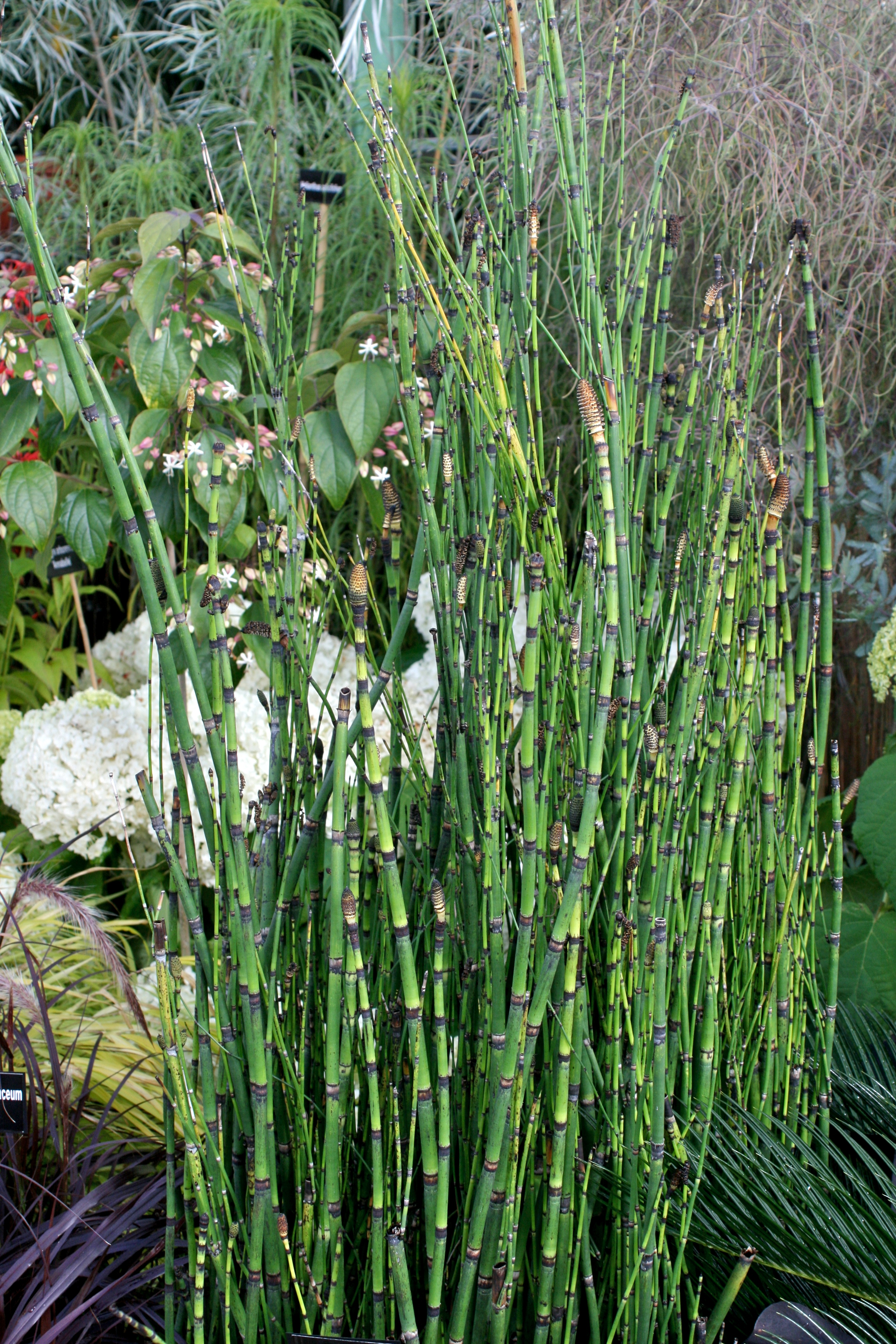

في علم الأحياء، التقسيم هو المقابل للشعبة في المملكة.
علماء النبات استخدموا كلمة «تقسيم» بينما علماء الحيوان يستخدمون كلمة «شعبة»